# Samira Rocha
Samira Pereira da Silva Rocha (Recife, 26 januari 1989) is een handbalster uit Brazilië. Ze vertegenwoordigde haar vaderland tweemaal op rij bij de Olympische Spelen: 2012 (Londen) en 2016 (Rio de Janeiro). Haar grootste succes beleefde Rocha in 2013, toen ze met Brazilië de wereldtitel won in Servië. Ze speelde clubcompetitie in onder meer Oostenrijk bij Hypo Niederösterreich.